# Dox Sandstone
Der Dox Sandstone ist die vierte Formation der mesoproterozoischen Unkar Group (Liegendes der Grand Canyon Supergroup) im Südwesten der Vereinigten Staaten.

## Etymologie
Der Dox Sandstone ist nach Dox Castle – einem Butte an der Nordseite des Colorado Rivers und ursprüngliche Typlokalität der Formation – benannt worden. Der Tafelberg trägt seinen Namen zu Ehren von Virginia Dox, der ersten weißen Erforscherin des Grand Canyons.

## Erstbenennung
Der Dox Sandstone wurde erstmals im Jahr 1914 von Levi F. Noble benannt und beschrieben.

## Vorkommen

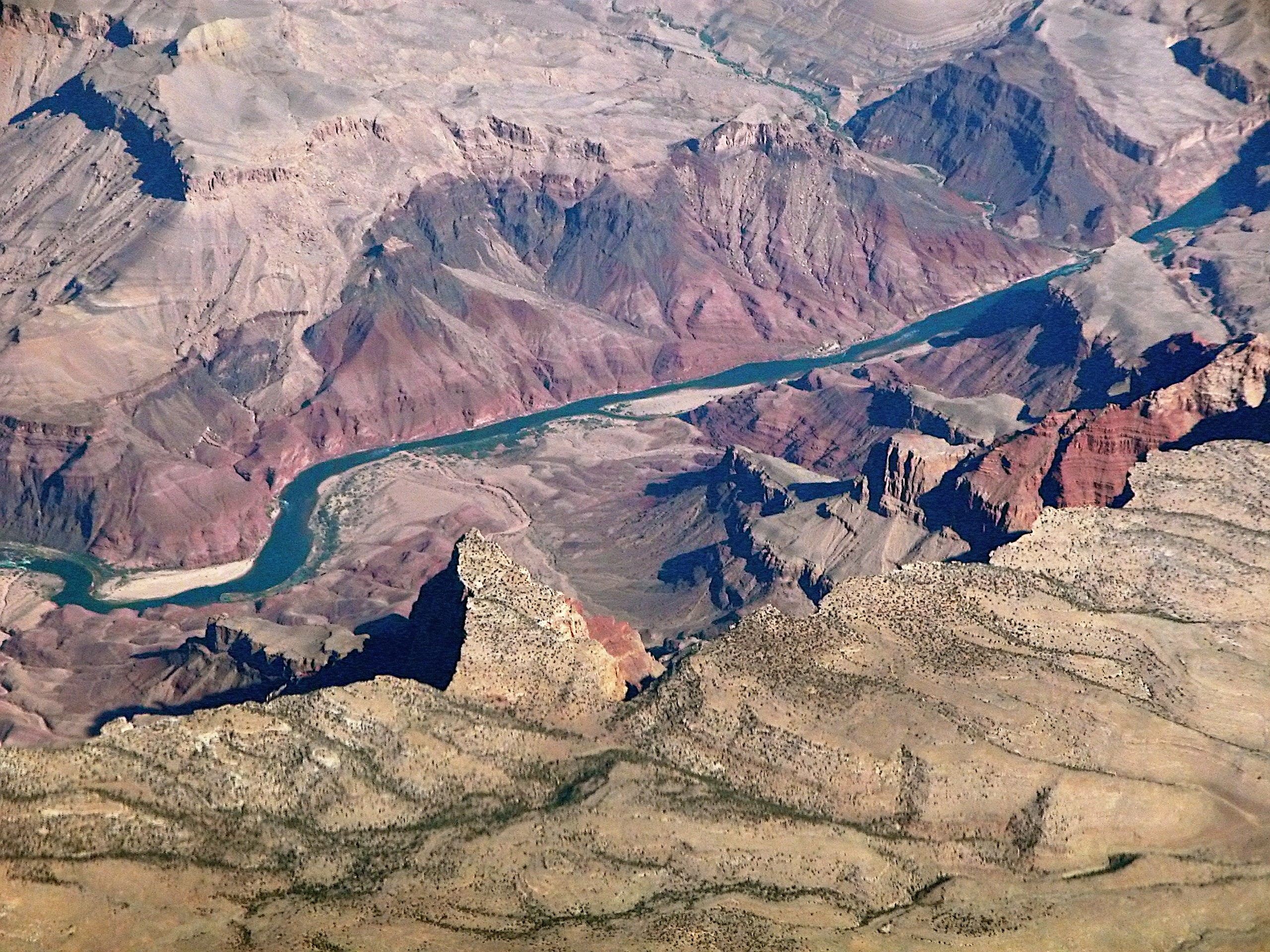
Blick über den Comanche Point hinunter zum Colorado River mit dem Tanner-Graben. Auf der Nordseite des Flusses erscheint der rotgefärbte Dox Sandstone, darüber die schwarze Cardenas Lava.

Die Vorkommen des Dox Sandstones im Coconino County in Arizona folgen ab Flussmeile 63 dem Flusslauf des Colorado Rivers bis unterhalb von Flussmeile 70. Anfangs noch auf das enge Flusstal beschränkt, weiten sich die Vorkommen unterhalb der Flussmeile 65 nach Durchqueren der Palisades Fault. Weitere Vorkommen finden sich am Isis Temple, im südwestlichen Bright Angel Canyon und im Norden der Granite Gorge.

## Stratigraphie
Der Dox Sandstone, auch Dox Formation, überlagert mit seinem basalen Escalante-Creek-Member den Shinumo Quartzite. Sein hangendes Ochoa-Point-Member wird konkordant von der Cardenas Lava abgedeckt bzw. verzahnt sich mit ihr.
Im Jahr 1982 unterteilten Stevenson und Beus die Formation in vier Member (vom Hangenden zum Liegenden):
- Ochoa-Point-Member – bis 92 Meter
- Comanche-Point-Member – 188 Meter
- Solomon-Temple-Member – 280 Meter
- Escalante-Creek-Member – 390 Meter

Die Gesamtmächtigkeit der Formation wird mit 950, manchmal auch mit 985 Meter angegeben.
Stratigraphisch äquivalente Formationen sind die mittlere bis obere Keweenawan Supergroup am Lake Superior, die Hazel-Formation bei Van Horn in Texas, die Apache Group und der Troy Quartzite im Süden Arizonas sowie der Mescal Limestone in Zentral-Arizona.

### Sequenzstratigraphie
Die Unkar Group wird sequenzstratigraphisch gewöhnlich in vier Zyklen unterteilt, welche alle mit einer Meeresinkursion beginnen. Auf die anfänglich marinen Sedimente folgen Wattsedimente und schließlich subaerische Sedimente. Der erste Zyklus der Unkar Group setzte mit der Bass-Formation ein, der zweite mit Beginn des Hakatai Shales. Der dritte Zyklus begann mit dem Escalante-Creek-Member des Dox Sandstones und der vierte mit dem Comanche-Point-Member. Der Dox Sandstone stellt somit die beiden obersten Zyklen.
Am Ende der Dox-Sedimentation war das Unkar-Becken verfüllt und lag quasi auf Meeresspiegelniveau. Die große Mächtigkeit der abgelagerten Sedimente und ihre vorwiegende Strandnähe lassen den Schluss zu, dass ihre Ablagerung mit der Subsidenz des Beckens zwar Schritt hielt, aber über diesen langen Zeitraum gesehen dennoch nicht einförmig erfolgt war.

## Lithologie
Mit Ausnahme des basalen Escalante-Creek-Members weist der siliziklastische Dox Sandstone eine recht einheitliche Lithologie auf. Neben überwiegend rotgefärbten Sandsteinen und Siltsteinen erscheinen vor allem Tonsteine und Schiefertone sowie einige Dolomitlagen. Eine Besonderheit stellen eingedrungene Gänge und Lagergänge aus Basalt dar.

### Escalante-Creek-Member
Das mehr als 366 bis 390 Meter mächtige basale Escalante-Creek-Member kann in einen mehr als 244 Meter mächtigen unteren Abschnitt und einen 122 Meter mächtigen oberen Abschnitt unterteilt werden. Im unteren Abschnitt finden sich hell- bis grünlich-braune, kieselreiche Quarzsandsteine und kalkhaltige, Lithoklasten-führende Arkosesandsteine, im oberen Abschnitt jedoch dunkelbraune bis grüne Schiefertone und Tonsteine. Die Sandsteine/Siltsteine des Members enthalten kleinmaßstabige, tafelförmige bis planare Schrägschichtung und gradierte Schichtung von guter bis mäßig guter Qualität. Die Schiefertone enthalten in ihrem Liegenden Intraklasten. In den ersten 30 Metern des Members tritt in zwei Lagen Convolute bedding auf. Hierbei handelt es sich um Entwässerungsstrukturen, die in diesem Niveau innerhalb der Unkar Group die höchste stratigraphische Position einnehmen. Die generell hellbraunen bis braunen Farbtöne des Escalante-Creek-Members (die Farbgebung ist sehr variabel und kann auch schwarze, grüne, graue und weiße Farben mit einschließen) stehen in scharfem Kontrast mit den charakteristischen Rot- und Rotbrauntönen des restlichen Dox Sandstones. Das sehr immature Member zeigt nur geringe Alterationserscheinungen und enthält keinerlei Karbonate. Die geringe Reife des Sediments äußert sich in einem hohen Plagioklasgehalt und einen relativ niedrigen Quarzanteil in der Tonfraktion. Detritischer Biotit und Muskovit sind recht häufig.

### Solomon-Temple-Member
Das auflagernde 280 Meter mächtige, nur wenig alterierte Solomon-Temple-Member stellt eine zyklische, rotgefärbte, schlecht sortierte Abfolge von Tonstein, Siltstein und feinkörnigem Quarzsandstein dar. Seinen Namen erhielt das Member von seinem Aufschlussgebiet am Solomon Temple, der 2,4 Kilometer weiter im Südwesten liegt. Die unteren 213 Meter des Members bestehen aus Abhänge formenden, roten bis kastanienbraunen Silt- und Tonsteinen, die mit Quarzsandsteinen wechsellagern. Die oberen 67 Meter bauen sich primär aus kastanienbraunem Quarzsandstein mit zahlreichen Rinnenstrukturen und Schrägschichtungen auf. Die Schrägschichtungen sind flachwinkelig, tafelförmig und – wie in Rinnen beobachtbar – trogförmig (Englisch festoon cross-stratification). Das Solomon-Temple-Member ähnelt in seiner Zusammensetzung dem vorangegangenen Escalante-Creek-Member, hat aber ein höheres Sandstein/Tonstein-Verhältnis, wesentlich mehr Hämatit, jedoch weniger Glimmer. Karbonate fehlen vollständig.

### Comanche-Point-Member
Das anschließende 188 Meter mächtige Comanche-Point-Member bildet ebenfalls Abhänge und wird neben untergeordneten, sandigen, orangeroten Tonsteinen und tonigen Sandsteinen von zyklisch sedimentiertem roten Siltstein und dazwischengeschaltetem Quarzsandstein beherrscht. Die Sedimente sind generell feinkörnig und die Farbtöne abwechselnd purpurfarben und rotbraun und heben das Member von seiner Umgebung ab. Es können sich bis zu fünf auffallende Marker-Bänke von weißem, grünlich-weißem und lavendelfarbenem Sandstein/Tonstein dazwischenlegen. Bei diesen bis zu 2 Meter dicken Bänken handelt es sich um ausgelaugte (reduzierte) ehemalige Rotsedimente. Oft erscheinen unter- und innerhalb der Marker-Bänke ein paar dünne dolomitische Stromatolithenlagen. Häufig treten im Comanche-Point-Member Steinsalzabdrücke, Trockenrisse und Rippelmarken auf.
Das Member ist im östlichen Grand Canyon weit verbreitet und nimmt dort mehr als die Hälfte des Dox-Aufschlussgebietes in Anspruch, wurde aber im zentralen Grand Canyon noch vor Ablagerung des Tapeats Sandstones wegerodiert. Erstmals treten in ihm neben detritischen Calcit auch autigener Calcit und Dolomit auf. Im Vergleich zu den unteren beiden Member nimmt der Alkalifeldspat-Gehalt zu. Das Member ist ebenfalls nur gering alteriert. Es enthält einen großen Anteil von Intraklasten der Grobsandfraktion. Diese bestehen aus Tonflatschen, das Gestein kann somit als Tonflatschen-Wacke bezeichnet werden.

### Ochoa-Point-Member
Das 53 bis 92 Meter mächtige, generell feinkörnige Ochoa-Point-Member beendet den Dox Sandstone. Wie auch das vorangegangene Comanche-Point-Member wurde es im zentralen Grand Canyon noch vor Ablagerung des Tapeats Sandstone erosiv entfernt. Das Member besteht aus einem massiven, schlecht geschichteten, glimmerhaltigen, rotbraunen Tonstein, der in Richtung Hangendes in einen quarzhaltigen, siltigen Sandstein übergeht. Die Sandsteinlagen werden ins Hangende immer bedeutender. Als Sedimentstrukturen fungieren Steinsalzabdrücke im Tonstein und asymmetrische Rippelmarken und kleinmaßstabige Schrägschichtung in den Sandsteinen. Das Ochoa-Point-Member bildet steile Abhänge und Steilwände unterhalb der konform auflagernden Cardenas Lava. Direkt unterhalb der Basalte ist das Member als ziegel- bis scharlachroter, gut und parallel geschichteter Sandstein anstehend, dessen tonige Zwischenlagen als kleine Stufen in Erscheinung treten. In diesem Niveau wird ein dünner, diskontinuierlicher, basaltischer Lavastrom angetroffen. Das Member ist nur wenig alteriert, gut bis mäßig gut sortiert und führt autigenen Dolomit. Ähnlich dem Comanche-Point-Member hat es einen erhöhten Alkalifeldspatanteil.
Dunkle basaltische Lagergänge wurden in verschiedenen Niveaus im Dox Sandstone injiziert. Diese bilden unterhalb von Desert View und im Westen von Palisades of the Desert dunkelgraue Steilwände (neben Lagergängen durchsetzen außerdem einige kleinere basaltische Gänge den Dox Sandstone).

### Kontaktverhältnisse

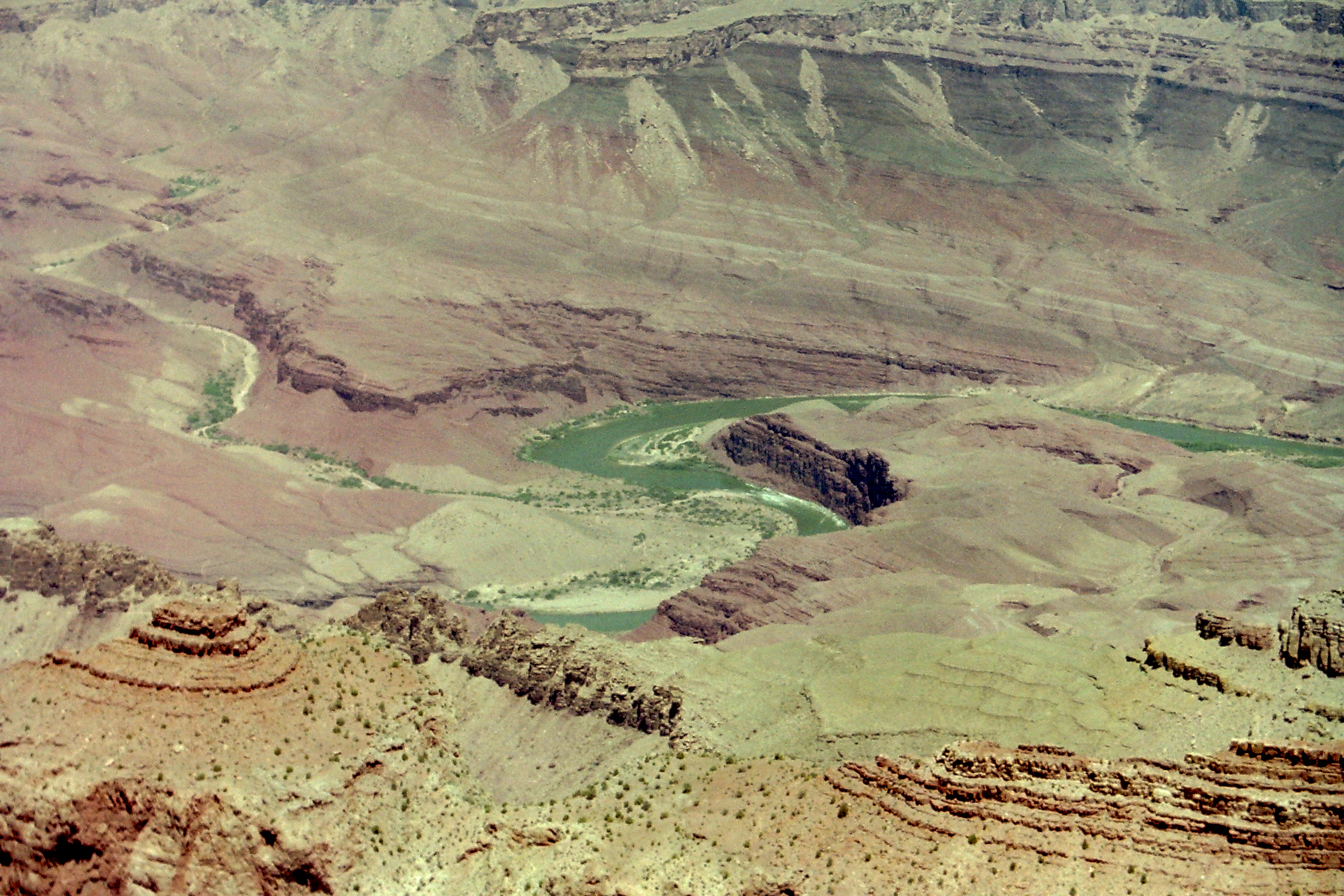
Der Dox Sandstone an der Einmündung des Basalt Creeks in den Colorado River

Der Liegendkontakt des Dox Sandstones mit dem Shinumo Quartzite ist gradueller Natur und drückt sich vor allem durch einen Wechsel in Topographie, Farbe und Fazies aus. Der Fazieswechsel verläuft von Quarzarenit über Tonstein hin zu feinkörniger Arkose. Die ersten 12 Meter oberhalb des Shinumo Quartzites bestehen aus vorwiegend dunkelgrünen bis schwarzen Tonschiefern mit dünnen Sandsteinlagen. Die Tonschiefer bilden eine deutliche Kerbe zwischen den unterlagernden, resistenten, Steilwand-bildenden Quarziten des Shinumo Quartzites und den darüberfolgenden, ebenfalls resistenten Arkosesandsteinen des Dox Sandstones.
Der Hangendkontakt mit der überlagernden Cardenas Lava ist sanft, eben, schichtparallel und zeigt örtliche Verzahnungen. Stellenweise sind kleine Falten und Verfältelungen im Dox Sandstone zu beobachten, welche auf eine Verformung des unverfestigten Sediments hinweisen. Hinzu kommt, dass die obersten 60 Zentimeter des Dox Sandstones schwach verbacken wurden. Ein dünner Lavastrom erscheint nur kurz vor dem Ende der Dox-Sedimentation und bestätigt die konforme, jedoch sich verzahnende Natur des Kontakts. Dies heißt, dass selbst mit den ersten Lavaergüssen noch weiterhin Sande sedimentiert wurden, bis sie endgültig ganz unter Lava verschwanden.
Die überlagernde Tonto Group wird vom Dox Sandstone und den anderen tektonisch beanspruchten Formationen der Unkar Group durch eine bedeutende Winkeldiskordanz abgetrennt – der Great Unconformity. Diese ist eine alte, bemerkenswert flache, einer Rumpffläche (engl. peneplain) ähnelnde Erosionsoberfläche, die die Bass-Formation, den Hakatai Shale und den Dox Sandstone abschneidet. Resistente Formationen wie der Shinumo Quartzite oder die Cardenas Lava können jedoch Härtlinge (engl. Monadnock) ausbilden, welche bis zu 240 Meter die Winkeldiskordanz überragen. Die meisten Härtlinge werden von dünnen Überzügen mit Tapeats Sandstone bedeckt. Manche dieser Monadnocks ragen aber sogar bis in die Bright-Angel-Formation hinein. Einige unter ihnen dienten außerdem als Quellgebiet grobkörniger Transgressionssedimente der Tonto Group.
Die Winkeldiskordanz zwischen Dox Sandstone und Tapeats Sandstone ist hervorragend an Flussmeile 71 aufgeschlossen. Hier überlagert der Tapeats Sandstone die Erosionsoberfläche des Dox Sandstones und einen Basaltlagergang. Die Dox-Rotschichten und der dunkelgraue Basaltlagergang fallen an dieser Stelle mit 8 bis 10° nach Osten ein. Sie werden von nahezu flach liegendem Tapeats Sandstone überdeckt. Die Winkeldiskordanz hat einen recht unruhigen Verlauf, da differentielle Erosion im resistenten Basaltlagergang Härtlinge herauspräpariert hat, welche sodann vom Tapeats Sandstone verschüttet wurden.

## Ablagerungsmilieu
Das Ablagerungsmilieu des Dox Sandstones zeigt eine Entwicklung ausgehend von fluviatiler Sedimentation und Deltaablagerungen hin zu marinen Sedimenten. Demzufolge verwandelte sich das Flussmilieu allmählich in Ästuare gefolgt von einer beginnenden Sedimentation des nahen Strandbereichs bis hin zu intertidalen Sedimenten. Insgesamt deutet die komplexe Abfolge von fluviatilen, ästuarinen, strandnahen und marinen Sedimenten auf eine Ablagerung entlang des progradierenden Randes des Unkar-Beckens. Die beiden unteren Member – Escalante-Creek-Member und Solomon-Temple-Member – zeichnen eine fluviatile, ästuarine und deltaische Sedimentation auf. Die Liegendgrenze der Formation zum Shinumo Quartzite belegt den Wechsel von strandnahen, marinen Küstenenvironments des Quarzits zu terrestrischen Schwemmebenen- und Flussrinnenmilieus.
Das Escalante-Creek-Member baut sich aus Sedimenten auf, welche in seichten Flussrinnen abgesetzt wurden. Die Rinnen erlangten eine Breite von nahezu 50 Meter und waren knapp 5 Meter tief. Zahlreiche übereinandergestapelte Sandsteinrinnen lassen sich oberhalb der Unkar Rapid (Flussmeile 73) und in Seitentälern zwischen Flussmeile 65 und 73 beobachten. Die beiden Lagen mit convolute bedding (Entwässerungsstrukturen) geben tektonisch unruhige Verhältnisse im Member zu erkennen, welche bereits im Shinumo Quartzite aufgetreten waren.
Im folgenden Solomon-Temple-Member reduzieren sich die Dimensionen der Rinnen und sind jetzt charakteristisch für Delta-Zopfströme und Schichtfluten (engl. sheet flows) von Schwemmebenen. Am Carbon Creek bei Flussmeile 64 lassen sich übereinandergestapelte, feinkörnige Sandsteinrinnen beobachten, welche von jüngeren, schlammverfüllten Rinnen durchschnitten werden. Diese als cut-and-fill bezeichneten strukturellen Verhältnisse gelten als typisch für ästuarine Ablagerungsmilieus, in denen nach anfänglicher Meeresspiegelabsenkung ein erneuter Anstieg erfolgte.
Der Kontakt zwischen dem Solomon-Creek-Member und dem Comanche-Point-Member markiert den Übergang von fluviatilen und ästuarinen Environments zu marinen Bedingungen. Genauer handelt es sich beim Comanche-Point-Member um eine Rückkehr zu randmarinen und wattähnlichen Bedingungen. Die sich abwechselnden violetten und rotbraunen Schichten dieses Members spiegeln offensichtlich eine fluktuierende Sedimentation zwischen sehr seichtem Meerwasser und trockengefallenen Bereichen wider. Die violettfarbenen Sedimente gelten als Wattenkomplexe unter eventueller Einbeziehung von Salzmarschen.
Das Ochoa-Point-Member wird als Ergebnis einer andauernden, gezeitenbeherrschten Wattsedimentation angesehen. Das Liegende des Members ist offenbar im höheren Wattbereich mit periodischem Trockenfallen abgelagert worden. Das Hangende hingegen akkumulierte in tieferen, meerwärtigen Bereichen des Watts. Als diese Gezeitensedimente von den ersten Lavaergüssen  der Cardenas Lava erfasst wurden, befand sich das östliche Grand Canyon mehr oder weniger auf Meeresspiegelniveau. Strukturen im untersten Abschnitt der Cardenas Lava bestätigen, dass die basaltischen Laven sich über unkonsolidierte, sandige und siltige Dox-Sedimente ausgebreitet hatten, als diese noch im nassen Zustand vorlagen. Unklar ist nur, ob sich die Sedimente im Augenblick ihrer Überdeckung unter- oder oberhalb des Wasserspiegels befanden. Die Sedimente waren jedenfalls noch nass – was durch den hohen Anteil von alteriertem Glas (Hyaloklastite) und die durchgehende Zerklüftung der Basaltlava suggeriert wird. Der hohe Prozentsatz an Natrium in der Cardenas Lava deutet seinerseits auf Spilitisierung der Lava, initiiert durch Meerwasser hohen (hypersalinen) Salzgehalts. Die hämatitische Veränderung des Sediments durch Verbacken (aufgrund der Hitzeeinwirkung der ausfließenden Lava) beträgt maximal nur wenige Zentimeter und hält sich somit in Grenzen.

## Fossilien

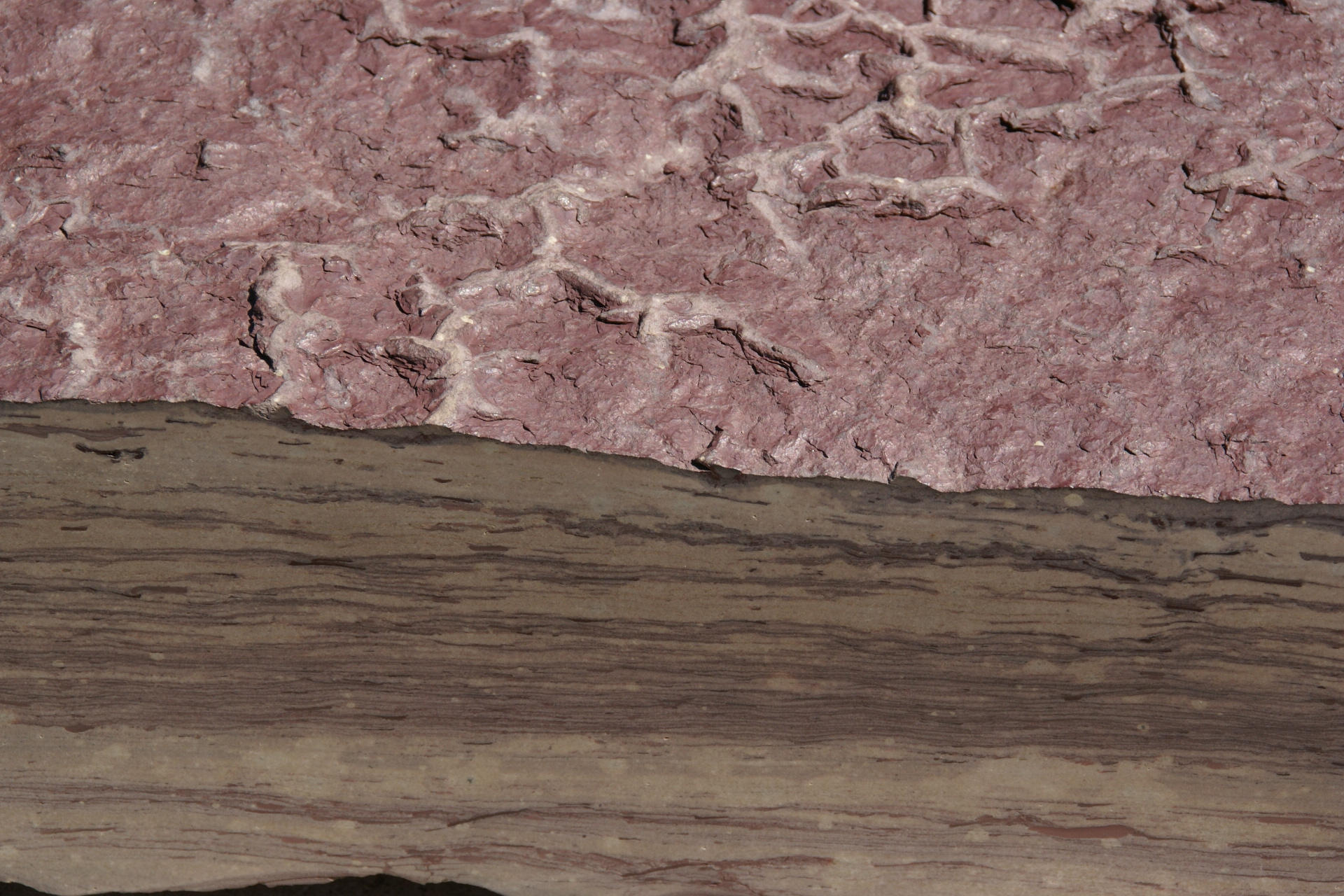
Ausstellungsstück des Dox Sandstones am Yavapai Point. Die Trockenrisse sind womöglich von mikrobiell induzierten Sedimentstrukturen (MISS) modifiziert worden.

Der Dox Sandstone enthält wie schon die Bass-Formation Stromatolithen, die im Comanche-Point-Member zu finden sind. Die Stromatolithen verwittern bräunlich bis grünlich-braun und bestehen aus Dolomit mit untergeordneten Anteilen von Silt und Ton. Typisch sind seitlich miteinander verbundene Hämisphäroide im Verband mit Trockenrissen und Schrumpfporen (engl. birdseyes oder birdseye structures). Einige dünne Dolomitlagen unterhalb des unteren Markers im Comanche-Point-Member enthalten möglicherweise Algenlaminite. Bei den von McKee (1932) noch als fucoids bezeichneten Strukturen dürfte es sich um mikrobiell induzierte Sedimentstrukturen handeln, so genannten MISS (engl. microbially induced sedimentary structures). Angetroffen werden im Dox Sandstone auch einige Dubiofossilien.

## Tektonik
Der Dox Sandstone ist wie die übrige Unkar Group tektonisch verstellt. Die Schichten sind mit 10 bis 30° nach Nordosten geneigt, bis sie an Nordwest-streichenden listrischen Abschiebungen enden, welche mit rund 60° gegen Südwesten einfallen. Dies lässt sich beispielsweise an der Palisades Fault unterhalb Flussmeile 65 recht gut erkennen. In dieser übergeordneten Grabenstruktur haben sich zusätzlich kleinere rotierte Halbgräben entwickeln können, welche tiefere Unkar-Sedimente vor der Erosion bewahrten. Schichten oberhalb des mittleren Dox Sandstones wurden aber generell bereits noch vor Ablagerung der Tonto Group weitgehend abgetragen. Der fehlende obere Teil des Dox Sandstones mit der Cardenas Lava und der Chuar Group ist aber in der Chuar Syncline und ihrer südlichen Verlängerung im Tanner Graben erhalten geblieben.
Die innerkratonische Grabentektonik wird mit einer nordöstlichen Streckung bei gleichzeitiger nordwestlicher Einengung assoziiert. Als Ursache hierfür wird das Andocken des Grenville-Orogens (GO) an den Südostrand Laurentias vermutet.
Wie bereits angesprochen kam es außerdem bereits noch während der Ablagerung des Dox Sandstones zu tektonischen Bewegungen, verdeutlicht durch Entwässerungsstrukturen (convolute bedding) im Escalante-Creek-Member.

## Alter
Der Dox Sandstone wurde laut J. A. Mulder und Kollegen (2017) zwischen 1140 und 1104 Millionen Jahren abgelagert. Dies entspricht dem Stenium. Timmons und Kollegen (2005) gaben für den Beginn der Formation noch 1171 ± 33 Millionen Jahre an. Die überlagernde Cardenas Lava datierten sie mit 1104 ± 2 Millionen Jahre.

### Provenanz
Radiometrische Untersuchungen mittels der Uran-Blei-Methode an detritischen Zirkonen des Solomon-Temple-Members ergaben folgendes Bild in der Altersverteilung (maximale Ablagerungsalter oder MDA) – wodurch auf die Provenanz der Sedimente rückgeschlossen werden kann: es erscheinen Hauptausschläge bei 1720, 1440, 1240 und 1140 bis 1155 Millionen Jahren. Die letzten beiden Werte entsprechen dem eigentlichen Ablagerungsalter der Formation. 1240 Millionen Jahre ist ein Alter aus der Frühphase des Grenville-Orogens (GO). Das Alter von 1440 Millionen Jahren repräsentiert ein typisches Alter des Southern Granite-Rhyolite Terranes (SGRT). 1720 Millionen Jahre ist das Alter der Yavapai-Provinz bzw. der Mazatzal-Provinz, verwirklicht in der Granite Gorge Metamorphic Suite, dem anstehenden Grundgebirge in der Granite Gorge. Grenville-Orogen und das Southern Granite-Rhyolite Terrane liegen immerhin über 500 Kilometer weiter südöstlich und verdeutlichen den recht weiten Einzugsbereich des Unkar-Beckens (südöstliches New Mexico, Colorado, Oklahoma und Texas).